# 上海市科学技术奖
上海市科学技术奖是中華人民共和國上海市設立的獎項，上海市科学技术奖最初名為上海市科學技術進步獎，設立於1985年。2007年更名為上海市科学技术奖，下設科技功臣獎、自然科學獎、技術發明獎、科技進步獎和國際科技合作獎。上海市科學技術進步獎以及後續的上海市科学技术奖每年評獎1次。